# Hydromanicus aphareus
Hydromanicus aphareus är en nattsländeart som beskrevs av Malicky 1998. Hydromanicus aphareus ingår i släktet Hydromanicus och familjen ryssjenattsländor. Inga underarter finns listade i Catalogue of Life.